# Intrinsic factor

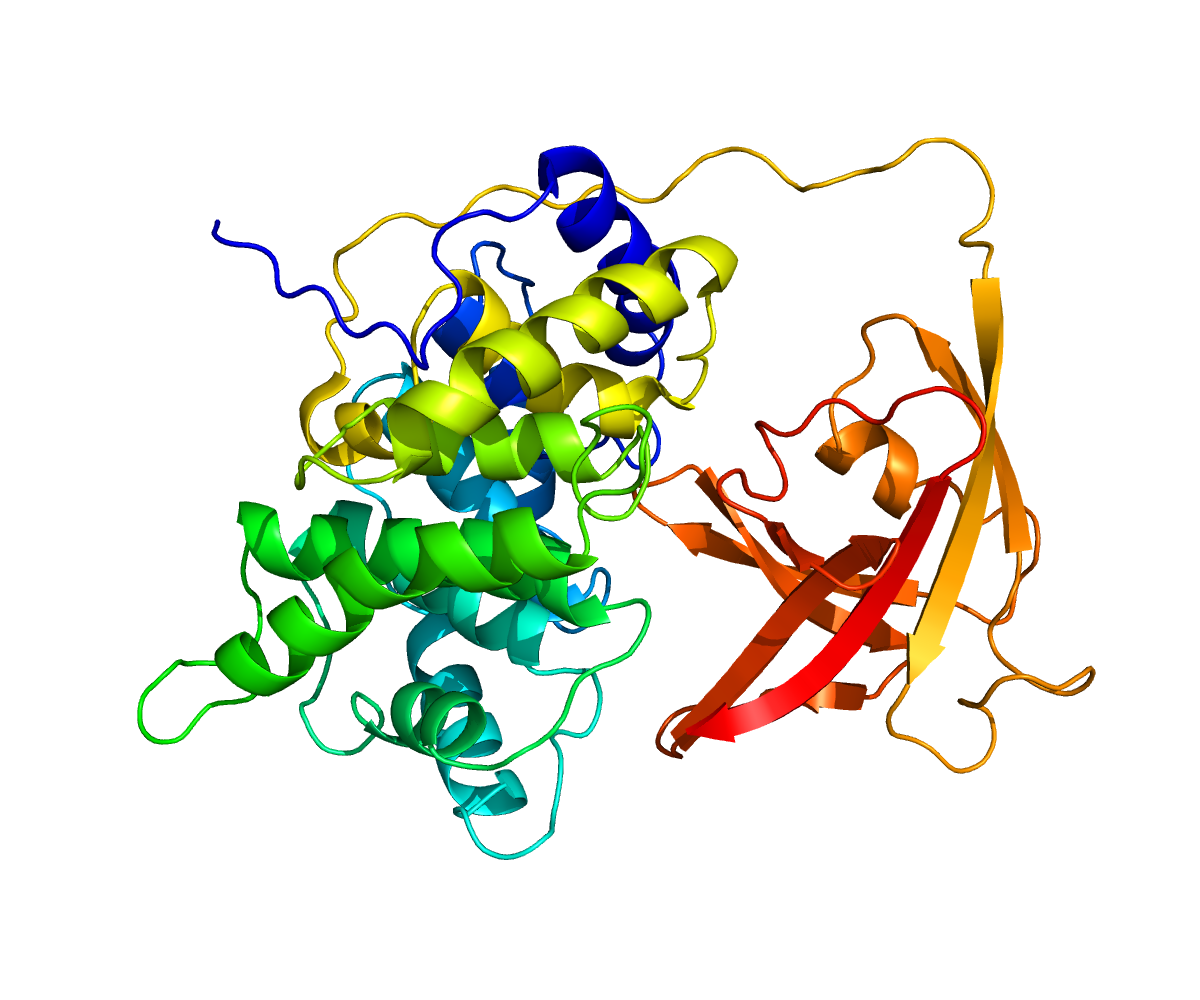
Protein GIF PDB 2CKT

Intrinsic factor, IF, kobalaminbindande intrinsic factor, även känd som gastric intrinsic factor (GIF), är ett glykoprotein som produceras i parietalceller belägna i magsäckens funduskörtlar. Det är nödvändigt för absorption av vitamin B12 senare i tunntarmens distala ileum. Hos människor kodas det gastriska intrinsic factor-proteinet av CBLIF-genen. Haptocorrin (transkobalamin I) är ett annat glykoprotein som utsöndras av spottkörtlarna som binder till vitamin B12. Vitamin B12 är syrakänsligt och när det binder till haptocorrin kan det passera säkert genom den sura magen till tolvfingertarmen.
I den mindre sura miljön i tunntarmen smälter pankreasenzymer glykoproteinbäraren och vitamin B12 kan sedan binda till intrinsic factor. Detta nya komplex absorberas sedan av epitelcellerna (enterocyterna) i ileum. Inuti cellerna dissocierar vitamin B12 igen och binder till ett annat protein, transkobalamin II. Det nya komplexet kan sedan lämna epitelcellerna för att transporteras till levern.

## Utsöndringsställe
Intrinsic factor utsöndras av magsäcken och finns såväl i magsaften som i magslemhinnan. Det optimala pH-värdet för dess verkan är cirka 7. Dess koncentration korrelerar inte med mängden HCl eller pepsin i magsaften, till exempel kan intrinsic factor förekomma även när pepsin i stort sett saknas. Platsen för bildandet av intrinsic factor varierar mellan olika arter. Hos grisar erhålls den från pylorus och början av tolvfingertarmen, och hos människor finns det i överdelen och kroppen av magsäcken.
Den begränsade mängden normal human gastrisk intrinsic faktor begränsar normal effektiv absorption av B12 till cirka 2 μg per måltid, ett nominellt rekommenderat intag av B12.

## Insuffiens
Vid perniciös anemi, som vanligtvis är en autoimmun sjukdom, leder autoantikroppar riktade mot intrinsic factor eller parietalceller själva till en intrinsic factor-brist, malabsorption av vitamin B12 och efterföljande megaloblastisk anemi. Atrofisk gastrit kan också orsaka brist på intrinsic factor och anemi genom skador på parietalcellerna i magväggen. Exokrin insufficiens i bukspottkörteln kan störa normal dissociation av vitamin B12 från dess bindande proteiner i tunntarmen, vilket förhindrar dess absorption via intrinsic factorkomplexet. Andra riskfaktorer som bidrar till perniciös anemi är allt som skadar eller tar bort en del av magens parietalceller, inklusive bariatrisk kirurgi, magtumörer, magsår och överdriven konsumtion av alkohol.
Mutationer i GIF-genen kan orsaka för en sällsynt ärftlig sjukdom som kallas intrinsic factor deficiency som resulterar i malabsorption av vitamin B12.

### Behandling
I de flesta länder används intramuskulära injektioner av vitamin B12 för att behandla perniciös anemi. Oralt administrerat vitamin B12 absorberas utan intrinsic factor, men i nivåer på mindre än en procent än om intrinsic faktor är närvarande. Trots de låga mängderna som absorberas är oral vitamin B12-terapi effektiv för att minska symtom på perniciös anemi. Vitamin B12 kan också ges sublingualt, men det finns inga bevis för att denna medicinering är överlägsen den orala vägen, och endast Kanada och Sverige föreskriver rutinmässigt denna medicineringsväg.